# 洪德法典
《洪德法典》（越南语：／），越南後黎朝時期採行的法典，由黎聖宗於1483年（洪德十四年）正式頒行。其正式名稱為《國朝刑律》（越南语：／），又有《洪德律》、《黎朝刑律》等名稱。

## 內容
《洪德法典》於1474年（洪德五年）開始編纂，1483年（洪德十四年）正式頒行。共計722條，分為六卷十六章，規定了包括刑事、婚姻、家庭、民事、訴訟相關的條例。其中，200條參照中國的《唐律疏議》、17條參照《大明律》，其餘參照越南李朝時期的《刑書》並加以修改而成。
有《名例律》一卷冠於卷首，該卷共49條，包括五刑（笞、杖、徒、流、死）、十惡（謀反、謀大逆、謀叛、惡逆、不道、大不敬、不孝、不睦、不義、內亂）、八議（議親、議故、議功、議賢、議能、議貴、議賓）等。其中杖刑分五等，從六十杖至一百杖；徒刑分三等，徒為犒丁、徒為象坊兵、徒為屯田兵；流刑分為三等流至近州（乂安）、流至遠州（布政）、流至外州（新平）。死刑分為絞刑、斬首、梟首示眾和淩遲。
《洪德法典》中嚴厲禁止賭博、盜竊以及聚眾的行為。該法典規定，「犯罪未發而自首者，原其罪；凡賭博則刖手五分，圍棋則刖手一分；無故聚眾飲酒茶者杖一百；收容此等歹徒者亦罪之，量刑時減罪一等。」
《洪德法典》一直作為越南的法律，直到1815年被《嘉隆法典》取代。

## 評價
- 越共学者認為《洪德法典》的成立標誌著越南法權史進入了一個重要的新階段，但該法律的目的仍然是保護統治階級的利益和特權，以鞏固君主專制制度。但該法典也尊重了越南的風俗習慣，在保衛主權和發展經濟中起著積極的作用。
- 中國學者郭振鐸、張笑梅認為，《洪德法典》雖維護了後黎朝的秩序，但其法律制定的不公，對統治階級和富人刑罰較輕，對勞動者卻十分殘酷。雖嚴刑酷法使得治安有一定好轉，但仍出現聚眾賭博、不務正業、擾亂社會秩序的分子，朝廷多次下詔都無法禁止。